# 安比高原站
安比高原站（日语：／ Appi-Kōgen eki */?）是位於岩手縣八幡平市安比高原，東日本旅客鐵道（JR東日本）的花輪線車站。

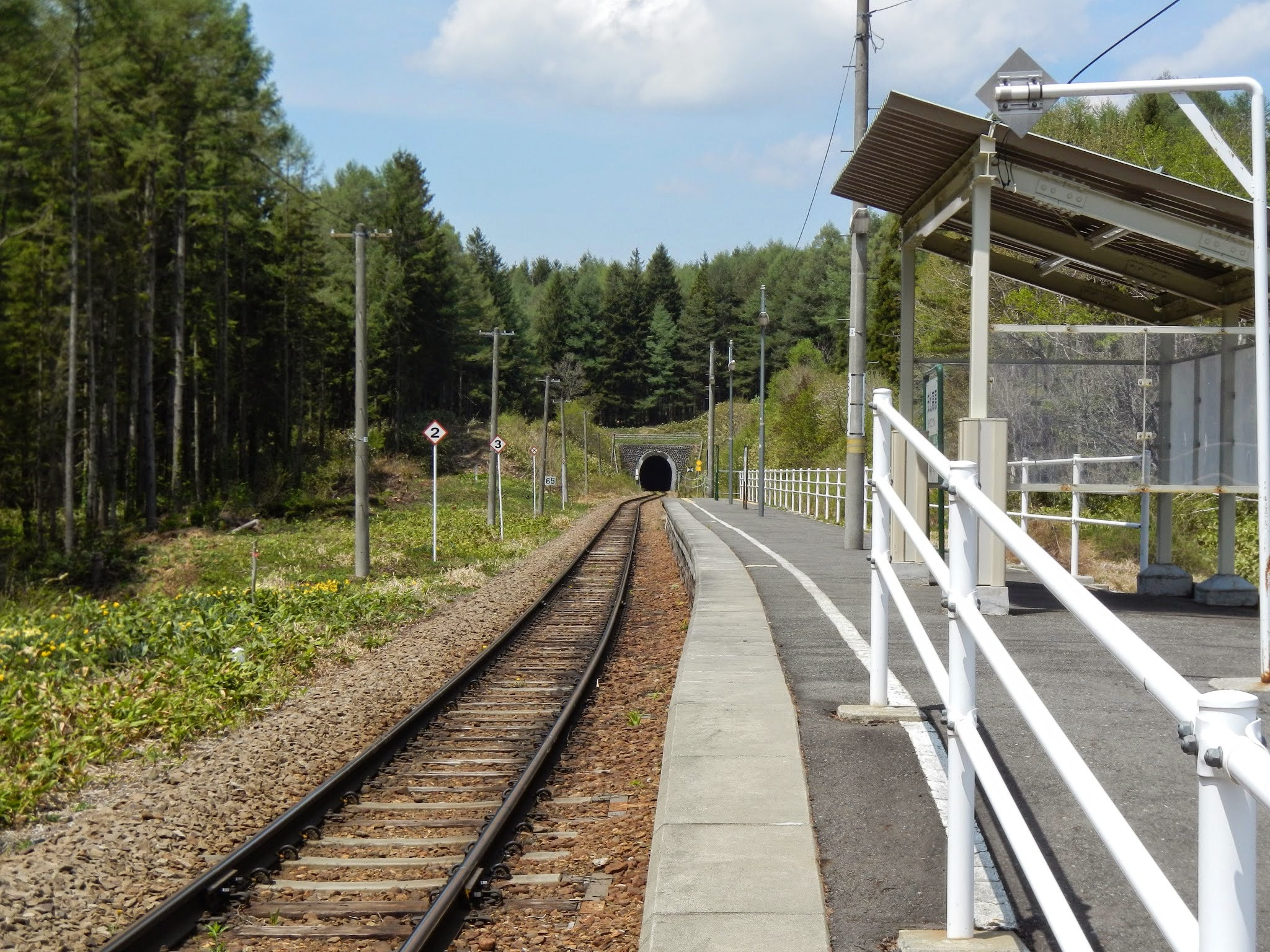
月台（2015年5月）

## 歷史
在1970年代的SL時代，有一張相片拍下一列8620形蒸氣機車三架機車重聯經過此站附近，相片名為「龍森銀座」（花輪線使用蒸氣機車行走班次的最後日期為1971年9月30日）。

### 年表
- 1926年（大正15年）11月10日：日本國有鐵道開設龍森信號站（第一代），該信號站位於岩手郡松尾村（日语：松尾村 (岩手県)）。
- 1952年（昭和27年）
  - 1月3日：開設龍森臨時乘降場。
  - 8月：龍森信號站（第一代）廢止。
- 1959年（昭和34年）：開設龍森信號站（第2代）。
- 1961年（昭和36年）12月28日：升級為車站，名為龍森站。
- 1987年（昭和62年）4月1日：伴隨國鐵分割民營化，車站由東日本旅客鐵道（JR東日本）營運。
- 1988年（昭和63年）3月13日：車站改名為安比高原站。
- 1998年（平成10年）12月：取消安比高原站長，此站成為無人車站。撤走列車交會設備（在成為無人車站後數年之間，於滑雪季節時候，大更站會派遣該站的職員前往此站當值）。
- 2018年（平成30年）6月1日：隨著大更站改為業務委託車站，此站改由盛岡站管理。

## 車站構造
車站是一座地面車站，原本設有1面1線的單式月台。此站曾經為職員配置站，設有1面2線的島式月台，可進行列車交會。在車站內設有廁所
此站是由盛岡站管理的無人車站。

## 車站周邊
- 國道282號（日语：国道282号）
- 東北自動車道
- 安比高原（日语：安比高原スキー場）高爾夫球場
- 龍森

## 相鄰車站
東日本旅客鐵道（JR東日本）
■花輪線
松尾八幡平－安比高原－赤坂田

## 注腳
1. ↑  . JR東日本. 懐かしい昭和の情景を追って. 2012年4月21日  [2020年11月14日] （日语）.
2. 1 2  . JR東日本. 東日本旅客鐵道. 2020年11月14日  [2020年11月14日] （日语）.

## 外部連結
- 車站資訊（安比高原）：東日本旅客鐵道（日語）